# 第1スパッヒ連隊 (フランス軍)
第1スパッヒ連隊（だいいちスパイれんたい、1er régiment de spahis：1er RS）は、ドローム県ヴァランスに駐屯する、第6軽機甲旅団隷下のフランス陸軍の軽戦車連隊である。
兵種は機甲、伝統的区分は騎兵である。
スパッヒとは、旧北アフリカ植民地における現地民騎兵のことである。（スィパーヒーを参照）

## 沿革

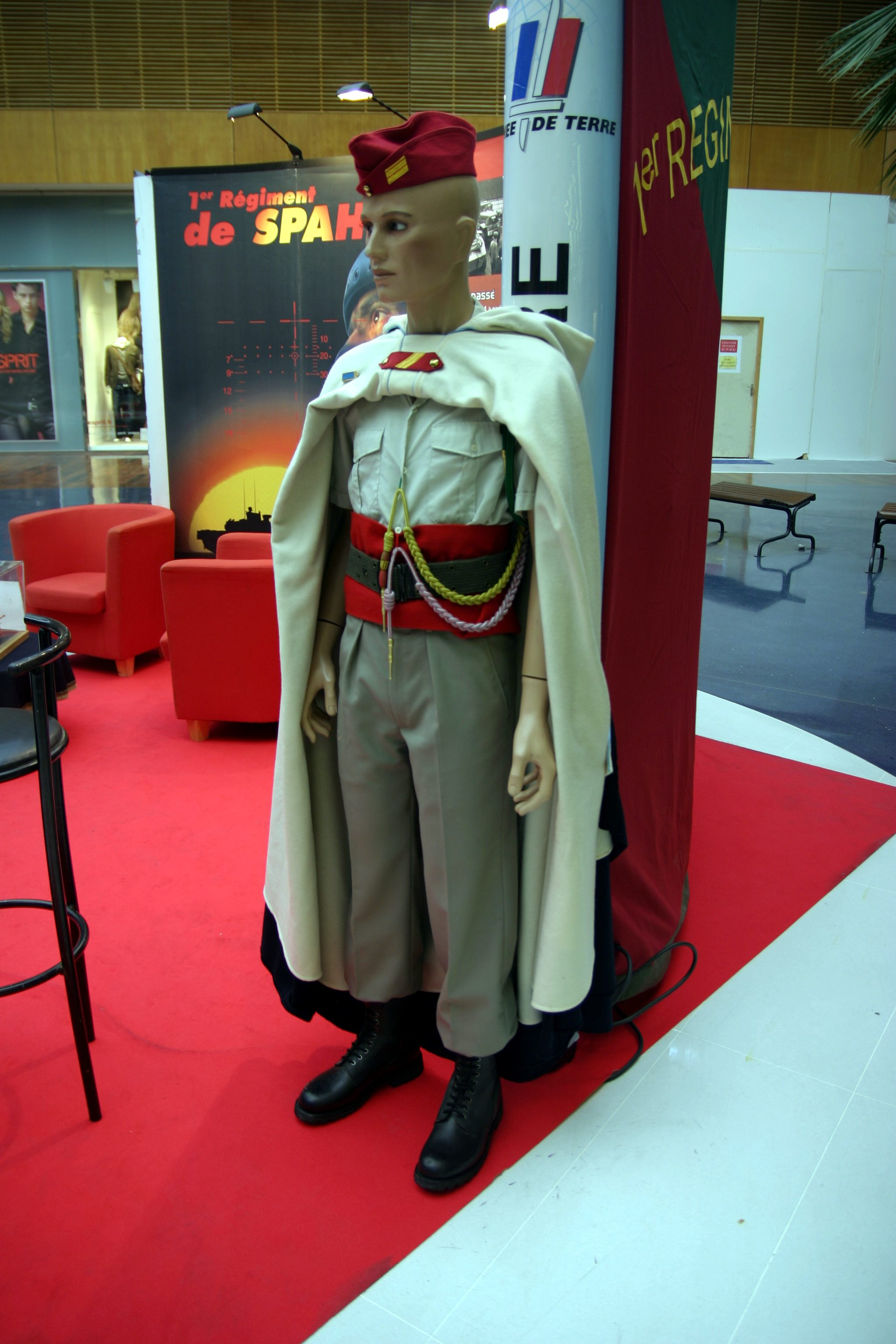
スパッヒ連隊の正装

- 1914年：リョーテ将軍の命によりスパッヒ連隊が新編された。マルヌ会戦で勇名を馳せる。
- 1917年：オリエント軍団の一員としてバルカン半島に派遣される。ドナウ川付近にて墺軍と交戦。
- 1920年：シリアに派遣。叛徒鎮定に従事する（～1927年まで）。
- 1940年：シリアにおいてヴィシーフランス軍と交戦、一時シリアから撤退する。
- 1941年：自由フランス軍に編入、シリア戦を終了後エリトリアへ移動、カレン会戦に参加、伊軍と交戦。
- 1942年：エル・アラメイン会戦に参加。
- 1943年：チュニジアにて独軍と交戦。
- 1944年：パリ、ストラスブールの解放戦に参加。
- 1962年：アルジェリア戦争終結。これにより北アフリカの植民地部隊は解散されることとなったが、ド・ゴール大統領の計らいにより、一部の連隊名称が残されることとなった。
- 1961年：モロッコ、インドシナ、アルジェリアと歴戦を歩み続けた連隊は逐次中隊単位で、西ドイツシュパイアーに移駐する。
- 1984年：シュパイアーから、ヴァランスに移駐。
- 1991年：湾岸戦争において、「ダゲ（若鹿-Daguet)」作戦で活躍。
- 1999年：第6軽機甲旅団の隷下となる。

## 最新の部隊編成
- 連隊本部
- 本部管理中隊
- 管理支援中隊（武器・車両・通信の整備など）
- 教育中隊
- 予備騎兵訓練中隊
- 第1中隊 - AMX-10RC
- 第2中隊 - AMX-10RC
- 第3中隊 - AMX-10RC
- 第4中隊 - AMX-10RC

### 定員
- 連隊の人員構成は、約1,000名からなる。
- AMX 10 RCを48両、約200台の車両を装備する。

## 主要装備

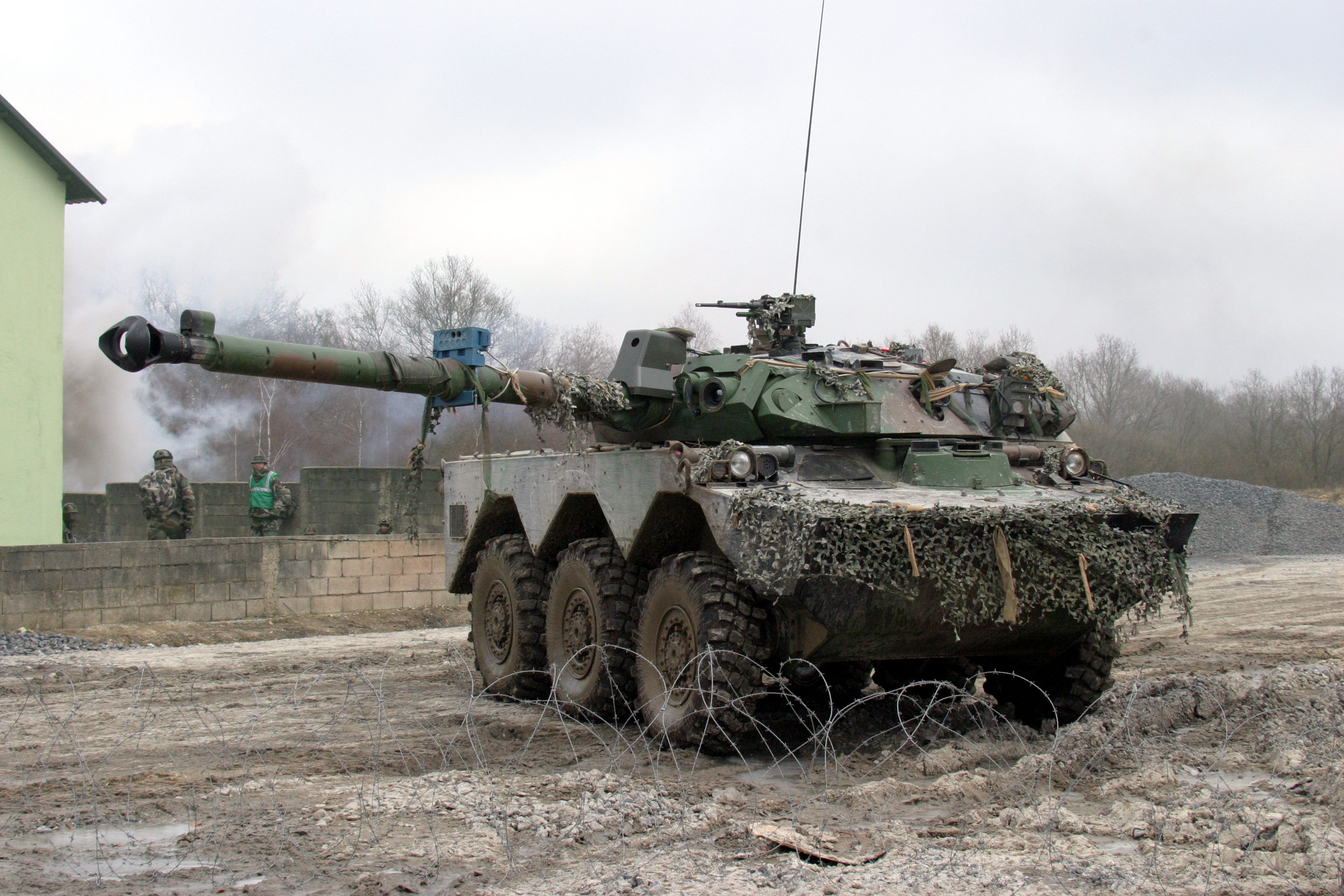
道路閉塞中のAMX-10-RC

- GIAT BM92-G1
- FA-MAS
- FR-F2
- AAT-F1
- AA-52
- 12.7mm重機関銃
- ERYX
- ミラン
- HOT
- AMX-10RC
- VAB
- VAL
- P4
- TRM 2000
- TRM 10000
- GBC 180